# Der Mannsteufel
Der Mannsteufel ist ein US-amerikanisches Filmdrama aus dem Jahr 1931 von William Wyler mit Walter Huston und Kent Douglass in den Hauptrollen. Das Drehbuch basiert auf der Kurzgeschichte Heart and Hand von Olive Edens.

## Handlung
Nach dem Tod seiner Frau beschließt der Fischer Seth Law, eine Frau per Kontaktanzeige zu suchen, die sie ersetzen soll. Er zwingt seinen Sohn Matt, als Antwort auf eine Anzeige von Ada Peterson einen Liebesbrief zu schreiben, in dem er verspricht, dass Matt das kleine Fischerdorf, in dem sie leben, verlassen kann, wenn sie heiraten. Als die Frau ankommt, handelt es sich jedoch nicht um Ada mittleren Alters, sondern um eine viel jüngere Frau, Ruth Evans. Matt trifft Ruth im Zug und sie geht natürlich davon aus, dass er ihr zukünftiger Ehemann ist. Sie ist enttäuscht, als sie erfährt, dass es Seth ist, der eine Frau sucht. Seth wiederum ist unzufrieden darüber, dass Ruth so jung ist, willigt jedoch ein, sie zu heiraten, nachdem er das Abendessen gegessen hat, das sie an diesem Abend kocht. Sie zögert, aber Matt überzeugt sie, zu bleiben.
Nach einer schnellen Heirat überlegt Ruth es sich anders und fleht Seth an, sie nach Hause zurückkehren zu lassen. Als er sich weigert, versucht Matt zu verhindern, dass sein Vater mit seiner Frau schläft. Bei dem darauffolgenden Faustkampf wird Seth schwer verletzt. Nachdem der Arzt Seth mitgeteilt hat, dass er nie wieder laufen wird, einigen sich Matt und Ruth darauf, zu bleiben und sich um ihn zu kümmern. Seth ist fest davon überzeugt, dass er wieder gehen wird, ganz gleich, was der Arzt sagt. Als Matt während eines Sturms aufbricht, um die Boote zu überprüfen, erzählt Seth Ruth, dass er vorhat, Söhne mit ihr zu haben, die wie er sein werden, nicht wie Matt.
In dieser Nacht schleicht sich Ruth in Matts Zimmer und sie planen, gemeinsam wegzugehen. Seth kriecht die Treppe hinauf und droht, seinen Sohn zu töten, als er sie zusammen findet. Aus Angst vor ihrem Streit rennt Ruth weg und versteckt sich auf einem Boot. Als das Boot im Sturm auseinanderbricht, rennt Matt um Hilfe, doch Seth beschließt, Ruth selbst zu retten. Weil er verkrüppelt ist, bindet sich Seth an sein Boot, und als es kentert, ertrinkt er. In der Zwischenzeit hat Matt Ruth gerettet und sie können nun frei zusammenleben.

## Hintergrund
Gedreht wurde der Film bis zum 18. September 1931.
Laut Universal Records erwarb das Studio 1928 die Rechte an Edens Kurzgeschichte, eine Fortsetzung wurde von Paul Schofield vorbereitet. Es ist nicht bekannt, ob eines seiner Materialien später im Film verwendet wurde. Einige Szenen des Films wurden vor Ort in Laguna Beach gedreht.
John Hughes oblag die künstlerische Leitung. John P. Fulton schuf die Spezialeffekte. Richard Schayer war Chefdramaturg.
Marjorie Main gab ihr Spielfilmdebüt.

## Veröffentlichung
Die Premiere des Films fand am 5. Dezember 1931 statt. 1932 kam er im Deutschen  Reich und in Österreich in die Kinos.

## Kritiken
Andre Sennwald von der The New York Times beschrieb den Film als eine düstere, harte und ergreifende Geschichte einer Romanze, die in den finsteren Grenzen eines winzigen Fischerdorfes gefangen sei. Ohne spektakuläre Effekte verfüge er über Intelligenz, Ehrlichkeit und echtes Gefühl und biete drei großartige Darbietungen von Walter Huston, Helen Chandler und Kent Douglass, der am Broadway besser als Douglas Montgomery bekannt sei.